# Хиджра в Эфиопию

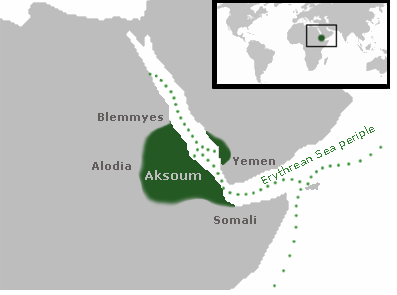
Местоположение Абиссинии (Эфиопия)

Хиджра в Эфиопию — первая хиджра (переселение) в истории ислама, которая произошла в 615 году. Мухаммад не участвовал в этом переселении, оставшись в Мекке. Всего без учёта маленьких детей и тех, кто родился уже непосредственно в Эфиопии ушли восемьдесят три мужчины. Были те, кто ушли семьями, были те, кто ушёл без семьи.
Мусульмане страдали от гонений курайшитов, а царь (негус) Эфиопии (которая уже тогда была христианской страной), никого не притеснял и гарантировал безопасность последователям ислама. Всё это сподвигло Мухаммада на решение о первом переселении мусульман.
Курайшиты послали двух мужчин с ценными подарками, чтобы вернуть мусульман. В Эфиопию из Мекки поставляли кожу, поэтому решили преподнести много кожи. Сначала двое курайшитов дали подарки каждому начальнику, потом дали подарки негусу и попросили его отдать им мусульман, то есть отдать их своему народу, так как они «лучше их видят и лучше знают, в чём они упрекали их и за что осуждали их». В разговоре с негусом они также частично рассказали ему о исламе. Однако, негус отказался выдать мусульман, не спросив об этом их самих. За мусульман отвечал Джафар ибн Абу Талиб, который был братом Али ибн Абу Талиба. Он сказал слова, которые впоследствии легли в некоторые биографии Мухаммада, причём не только мусульманских авторов, например Гюстава Лебона (значительно отличающейся от нижеприведённой формы). Эти слова показывают, насколько сильное влияние оказал ислам на бывших язычников:

«О царь, мы были невежественным народом, поклонялись идолам, ели мертвечину, творили грехи, не поддерживали родственных связей, не уважали соседей, а сильный из нас уничтожал слабого. В таком состоянии мы и пребывали до того как Аллах ниспослал нам Своего посланника из нашей среды, честность, правдивость и целомудрие которого нам хорошо известны… Он призвал нас к Аллаху, единобожию и поклонению только Ему Одному, а также к отказу от поклонения камням и идолам, которым ранее поклонялись мы и наши отцы… Он повелел нам всегда говорить правду, быть честными, поддерживать родственные связи и добрые отношения с соседями, не совершать недозволенных действий и не проливать напрасно кровь. Он запретил нам непристойности, говорить ложь, отбирать деньги у сирот и порочить целомудренных женщин. Он повелел нам поклоняться Одному Аллаху, ничего не приобщая к Нему, совершать Намаз, выплачивать закят и поститься в месяц Рамадан… Мы поверили ему, уверовали в него и последовали за ним в том, с чем он пришёл от Аллаха. Мы позволяли себе то, что нам было дозволено, и не разрешали того, что нам было запрещено…»

Негус попросил прочитать что-нибудь из Корана. Было прочитано начало суры «Марьям». Также говорится, что негус после прочтения растрогался и заплакал. Просьба курайшитов была отклонена.
Через некоторое время до мусульман дошла ложная весть о том, что жители Мекки приняли ислам. Было решено вернуться в Мекку. Когда мусульмане дошли до Мекки, то узнали, что это были ложные слухи. Но некоторые всё же вошли в Мекку. Общее число сподвижников, вернувшихся к Мухаммаду было 33 мужчины.